# Jacqueline Combernoux
Jacqueline Combernoux (nom de jeune fille : Jacqueline Alauze), née le 10 juin 1906 à Bordeaux et morte le 31 mars 1993 à La Crau, est une athlète française.

## Biographie
Jacqueline Edmée Marie Alauze est la fille de Jacques Jean-Paul Alauze, directeur d'assurance et de Suzanne Marthe Maubourguet, et la sœur cadette d'Édith Alauze avec laquelle elle s'initie à l'athlétisme.
En 1926, elle épouse à Marseille André Samuel Combernoux.
Elle est sacrée championne de France de 80 mètres haies en 1928, en 1930 et en 1931 ; elle est aussi championne de France de saut en longueur en 1943. 
Elle participe aux Jeux mondiaux féminins de 1930 à Prague, où elle est éliminée en demi-finales du 80 mètres haies.